# Luis Ernesto Castro
Pour les articles homonymes, voir Luis Castro.
Luis Ernesto Castro Sánchez est un footballeur uruguayen, né le 31 juillet 1921 à Montevideo et mort le 17 décembre 2002. Il était milieu de terrain.

## Carrière
Il joue dans un seul club, celui du Nacional, où il marque 166 buts en 274 matchs. 
Il est sélectionné 19 fois en équipe nationale et marque 4 buts. Avec la Céleste, il termine quatrième de la Coupe du monde 1954 en Suisse.

## Palmarès
- Vainqueur de la Copa América en 1942 avec l'équipe d'Uruguay
- Champion d'Uruguay en 1939, 1940, 1941, 1942, 1943, 1946, 1947, 1950 avec le Club Nacional